# معماری کاشان
کاشان همانند دیگر شهرهای قدیمی ایران معماری سنتی شهری اش را تا اوایل قرن بیستم حفظ کرده بود، این چینش سنتی که در دوره‌های سلجوقی و صفوی شکل گرفته بود و تا دوران قاجار ادامه یافته بود، در دوره پهلوی و به ویژه نیمه دوم قرن بیستم به شدت تغییر یافت.

## شهرسازی

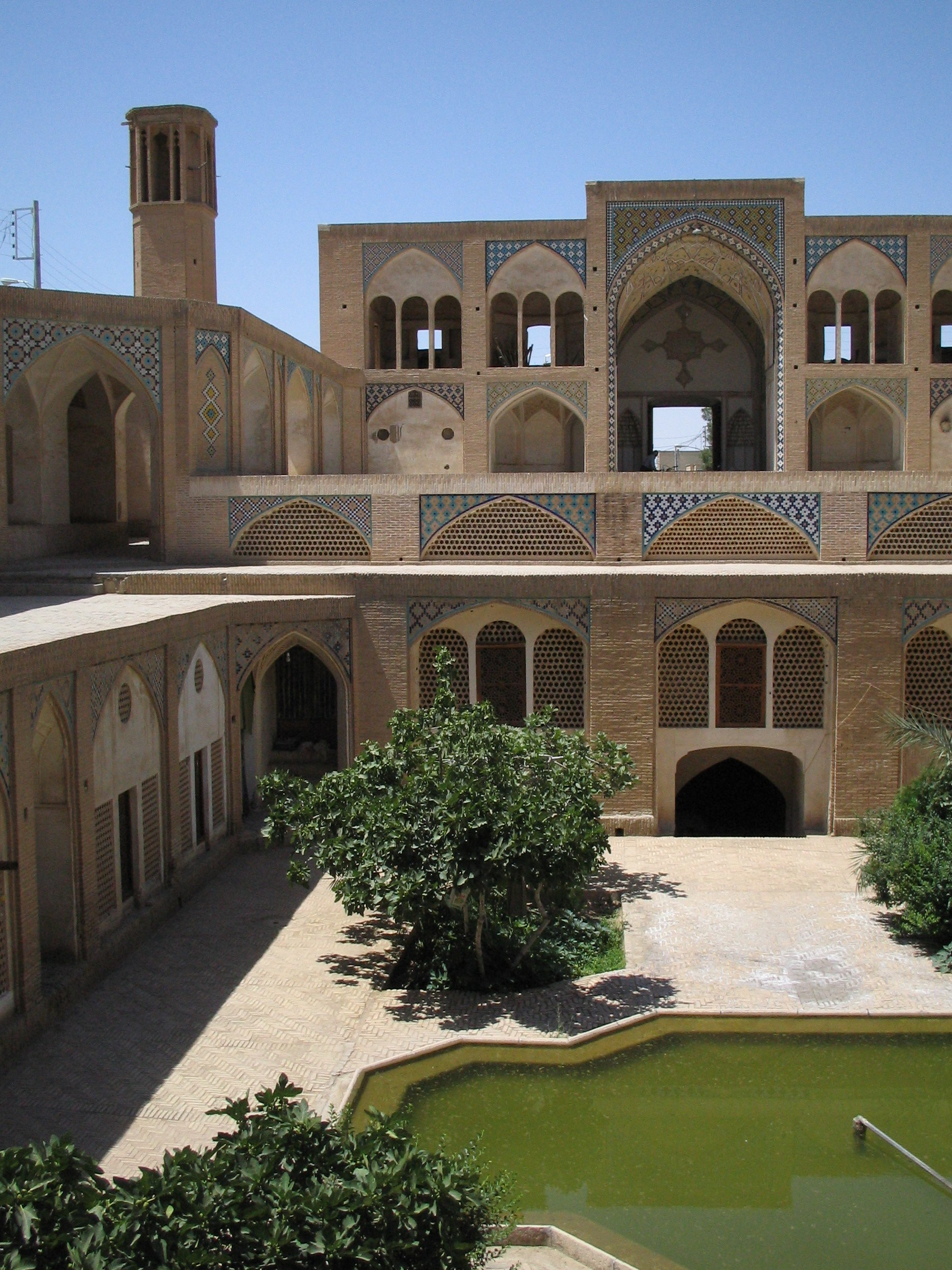
مدرسه آقابزرگ

شهر قدیمی کاشان را دیواری بلند محصور می‌کرده و رفت آمد به درون شهر توسط چند دروازه صورت می‌گرفته. فضای درون شهر مانند دیگر شهرهای دوران میانه اسلامی به چهار قسمت ارگ، مدارس، بازار و محلات تقسیم می‌شده. قلعه جلالی (ارگ حکومتی کاشان) که در زمان سلطان ملکشاه سلجوقی ساخته شده بود، در طول قرن هجده و نوزده میلادی از میان رفته درحالی که برج‌ها، دروازه‌ها و دیواره‌های شهر در سراسر قرن نوزدهم باقی‌مانده بودند.
بازار کاشان در مرکز این شهر واقع شده‌است و دیگر فضاهای شهری در دوطرف آن قرار گرفته‌اند، این بازار در دوره صفویه رونق فراوانی داشته‌است که البته در دوره قاجار میزان قابل ملاحظه‌ای از آن رونق کاسته شده. افزوده‌های جدیدتر بازار شامل تیمچه امین‌الدوله، دو مدرسه و یک مسجد است.

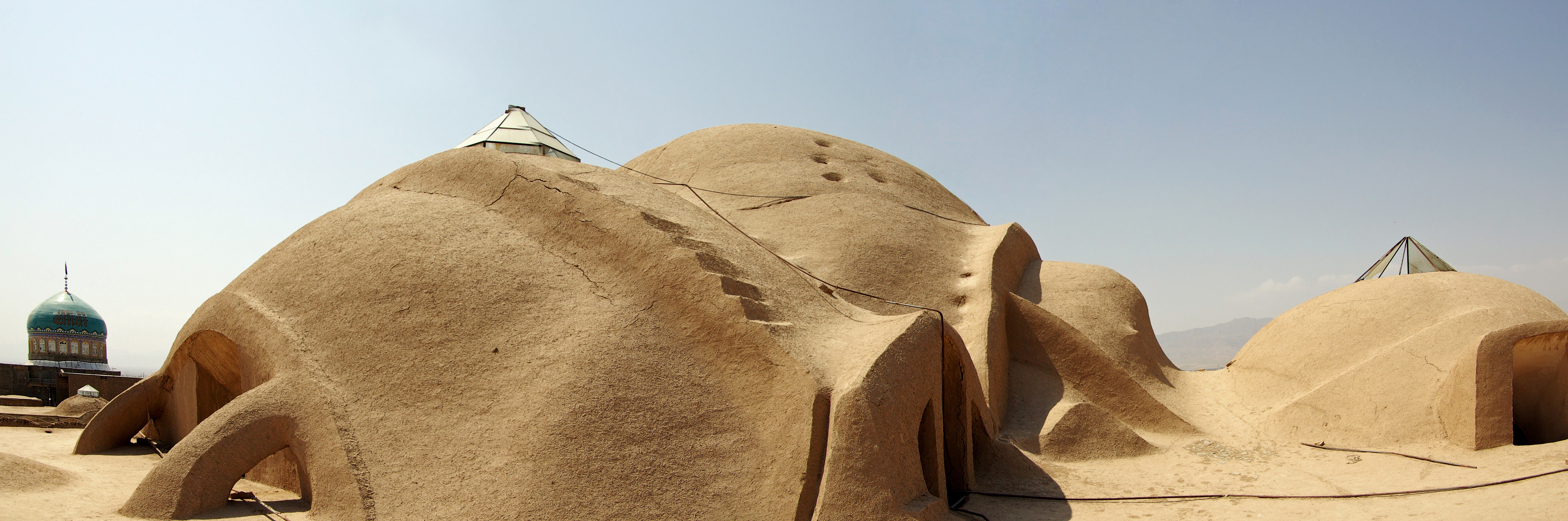
پشت بام بازار کاشان

با ظهور خودرو و ساخت خیابان‌ها، تا به حال کاشان بدون توجه لازم به عناصر تاریخی و شیوه زندگی بومی اش رو به گسترش بوده‌است. گسترش رابطه با تهران سبب ویران کردن قسمت شمال غربی دیوار شهر در ۱۹۲۰ شد. در سال‌های ۱۹۳۵-۱۹۴۵ سیاست دولت مرکزی در ساخت راه ماشین رو بین تهران و کاشان سبب توسعه شهر در طول دو راه فین و تهران شد. با رسیدن راه آهن به کاشان ایستگاهی در شرق شهر ساخته شد و روستاهای یحیی آباد و جمال آباد بخشی از شهر شدند.
در دهه بعدی نخستین میدان ماشین رو کاشان که پارکی نیز درون خود داشت ساخته شد، همچنین چند روستای دیگر، بخشی از کاشان بزرگ شدند، بانک‌ها و کارخانه‌های جدیدی ساخته شد و خیابان بزرگی بین بخش قدیمی و جدید شهر ساخته شد. در هفتاد سال گذشته (۱۹۴۰-۲۰۱۰)، شهرک‌های بسیاری در کنار راه‌ها و خارج شهر پدید آمده‌اند، به همان سرعتی که دور شهر قدیمی را قبلاً پر کرده بودند.
رشد طراحی شهری نامتجانس
به رغم ساخت خیابان‌های داخل شهری در موازات مسیر اصلی شمالی جنوبی و شرقی غربی، شهر قدیمی بیشتر ویژگی‌های تاریخی و هویتی خود را تا ۱۹۵۰ حفظ کرده بود، بازار، عمارت‌های قدیمی، فضاهای باز تاریخی، و سبک خاص خانه‌سازی همگی اسنادی هستند بر این مدعا. در طول چهار دهه پس از ۱۹۶۰، در نتیجه رشد بی سابقه و ساخت حلقه‌های مواصلاتی و بزرگراه‌ها، روستاهای صالح آباد، فین، حسن آباد و شهر راوند در محدوده شهر قرار گرفتند.

## بناها
از بناهای تاریخی مهم کاشان که هنوز استوار مانده‌اند یا آثارشان پابرجاست می‌توان به مناره زین الدین،آرامگاه سلطان عطابخش،مسجد عمادی (مسجد میرعماد)، مسجد جامع، مدرسه سلطانی، مسجد آقابزرگ، قلعه جلالی، حمام‌های عمومی و کاروان سرای امین الدوله اشاره کرد، در همه این بناها ویژگی‌های معماری مشابه دیده می‌شود، جز مناره زین الدین که در این زمینه یکتا است.

## عمارت‌های تاریخی

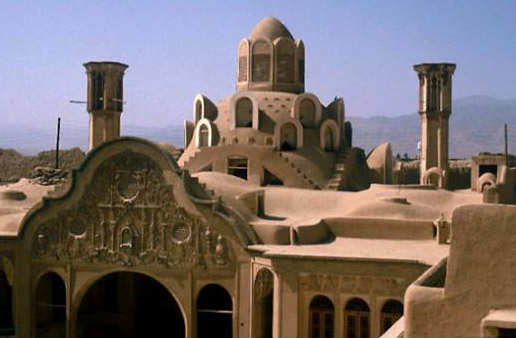
خانه بروجردی‌ها

کاشان حداقل نوزده عمارت تاریخی دارد که به خوبی محفوظ مانده‌اند. این عمارت‌ها عناصر عمومی خانه‌های سنتی کاشان را دارا می‌باشند، اما نسبت به آن‌ها دارای فضاهای بزرگتر، معماری ماهرانه تر و عناصر مجلل تری هستند. از معروف‌ترین این عمارت‌ها می‌توان به خانه بروجردی‌ها، خانه بنی کاظمی و خانه مرتضوی اشاره کرد.

## خانه‌های تاریخی
خانه‌های قدیمی کاشان بناهایی هستند که جزو اموال خصوصی اشخاص می‌باشد بر اثر سوانح طبیعی و عوامل گوناگون اجتماعی بیشتر و سریع‌تر در معرض تغییر و تبدیل قرار می‌گیرند به همین دلیل نمی‌توانیم انتظار داشته باشیم که از خانه‌های معتبر و قدیمی پیش از زلزلهٔ سال ۱۱۹۲ بنای سالمی تا الان باقی مانده‌باشد مگر قسمت‌هایی ناقص و جزئی از برخی خانه‌ها مانند:
- خانهٔ مقصود بیکی: این خانهٔ قدیمی و وسیع در کوی سرسنگ که نمایندهٔ کامل عهد صفوی است، قرار دارد. این تالار بزرگ از سقف تا کف زمینش با نقاشی‌های ظریف و خوش آب و رنگی تزیین یافته و با اینکه از آن دوران زمان زیادی گذشته و مالکین مراقبت زیادی نکردند اما دارای اهمیت بسیاری است. به گونه‌ای که توماس هربرت انگلیسی که معاصر با شاه عباس اول بوده‌است در وصف آن می‌گوید که خانه‌های شهر کاشان بزرگ و عالی و با نقش و نگارهای دلپذیری تزیین گشته‌است.
- خانهٔ میرزا محمد علی داماد: این خانهٔ قدیمی معروف به خانهٔ اخباری هم هست که مربوط به سال ۱۱۹۳ ه‍.ق است.[۴]

خانه‌های بزرگ، قدیمی‌ساز و باشکوهی که تا امروزه بدون تغییر چشمگیری باقی مانده بیشتر متعلق به زمان قاجاریه است یعنی بیشتر مربوط به سلطنت فتحعلی شاه تا آغاز دورهٔ مشروطیت می‌باشند. عصر قاجار با اینکه به‌طور کلی دورهٔ رکود فنون معماری ایران شمرده می‌شود با این حال در شهر کاشان به دلیل احتیاج عموم مردم به ساختمان‌های جدید که در اثر زلزله از بین رفته بود فعالیت‌های وسیع و همه‌جانبه‌ای در فنون مختلف معماری دیده‌می‌شود که با هنرهای تاریخی و محلی ساخته شده‌است؛ به گونه‌ای که هر واحد ساختمانی برای زندگی انسان در فصول چهار گانهٔ سال کاملاً مجهز و متناسب بوده‌است. این خانه‌ها خصوصیاتی دارند، مثلاً هنگام احداثشان از جهت پیش‌بینی گرمای شدید تابستان به ساختن سرداب، زیرزمین‌های بزرگ با بادگیرهای مرتفع هوایی و ایجاد هواکش‌های خاکی در پشت بدنهٔ سرداب توجه می‌شد و از لوازم اولیه به‌شمار می‌رفت در ساختمان‌های بزرگ و پر حجم این سرداب‌ها شامل چندین صفه و غرفه‌های کوچک و بزرگ تو درتو با راهروهای متعدد بود از خصوصیات این سرداب‌های بزرگ و ممتاز این بود که در هنگام هوای گرما دارای هوای معتدل و مطبوعی بودند. در خانهٔ قدیم میرزا حسن خان مبصرالممالک نیز سردابی وجود دارد که خوش بختانه سالم مانده‌است؛ این سرداب علاوه بر نقشهٔ عالی بنا و صفه‌های چهار جانب، دارای سقف مقرنس کاری است که با نوع مخصوصی از کاهگل الک کردهٔ در فاصله‌های طاق بندی‌های گچی تزیین یافته و منظره بسیار زیبا و جالبی را به وجود آورده‌است. در خانه‌های وسیع اعیانی حوض خانهٔ سر پوشیده و با انواع پنجره‌های زیبا و وسایل چینی چوبی با شیشه‌های الوان و نورگیرهای متناسب با وضع ساختمان برای فصول چارگانه ساخته می‌شد که بیشترشان به وسیلهٔ اتاق‌های بزرگ و دورو به ایوان حیاط خانه متصل می‌شد. در تزینات این خانه‌ها برای دیوار و ستون‌های اطراف خانه یک نوع گچبری سفید برجستهٔ خاکستری رنگ ساخته می‌شد که در برابر آفتاب سوزان تابستان، باد و باران مقاومت طولانی داشت و برای تزیین طاق‌بندی‌های کوچک در سقف‌های مقرنس و ایوان‌های مرتفع و زیر زمین و هشتی خانه از نوع مخصوصی از مخلوط کاهگل که از خاک رس نرم با کاه الک کرده استفاده می‌کردند تا رنگ ارغوانی‌فام روشن و جالبی پیدا کند.